# Bahía de Lima
La bahía de Lima o bahía de Miraflores, es una bahía situada en la costa central del Perú, en el mar de Grau. Su ribera está situada en la costa central de la Provincia de Lima y el extremo sur del Callao, ambas conformadas por el área metropolitana de Lima. Administrativamente pertenece al Departamento de Lima y a la Provincia Constitucional del Callao.

## Descripción
La bahía se encuentra separada de la bahía del Callao por la península de La Punta. Por su ubicación, es un lugar de gran importancia comercial, turística y militar, allí se encuentran el Circuito de playas de la Costa Verde, que une a los distritos costeros de la bahía, que son La Punta, La Perla (Callao), San Miguel, Magdalena del Mar, San Isidro, Miraflores, Barranco y Chorrillos (Lima).
El área de la orilla se caracteriza por ser rocoso y lleno de acantilados. El gobierno peruano tiene dos mega construcciones en la bahía de Lima, el 
Terminal de Cruceros Bahía de Miraflores para turistas en el distrito de Miraflores y el mirador Gran Bahía de Lima en honor al marino Miguel Grau en el distrito de Chorrillos.